# Olešná (powiat Pelhřimov)
Olešná – gmina w Czechach, w powiecie Pelhřimov, w kraju Wysoczyna. 1 stycznia 2014 liczyła 575 mieszkańców.